# University of California, Berkeley
University of California, Berkeley er et offentligt forskningsuniversitet i Berkeley i Californien og rangerer som det bedste offentlige universitet i verden. I 2019 lå UC Berkeley samlet på en 6. plads ifølge Times Higher Educations World Reputation Rankings, mens både Academic Ranking of World Universities og CWUR World University Rankings rangerer skolen på en 5. plads. Med 118 nobelpristagere er universitet den institution i verden efter Harvard University og University of Cambridge, der har modtaget flest nobelpriser.
Skolen blev grundlagt i 1868 og er det den først oprettede campus tilknyttet University of California (og oprindeligt identisk med denne institution).
Kendte alumner er Steve Wozniak (Medstifter af Apple), kronprins Haakon Magnus af Norge, Chris Pine (skuespiller), Saul Perlmutter (professor i fysik) og J. Robert Oppenheimer (direktør for Manhattan projektet).
Universitetets sportshold er kendt som California Golden Bears, eller blot Cal. Football-holdet har hjemmebane på Memorial Stadium. Basketballholdet har hjemmebane i The Haas Pavillion. Berkeley tilhører Pac-12 divisionen under NCAA.